# Альбрехт Мекленбурзький

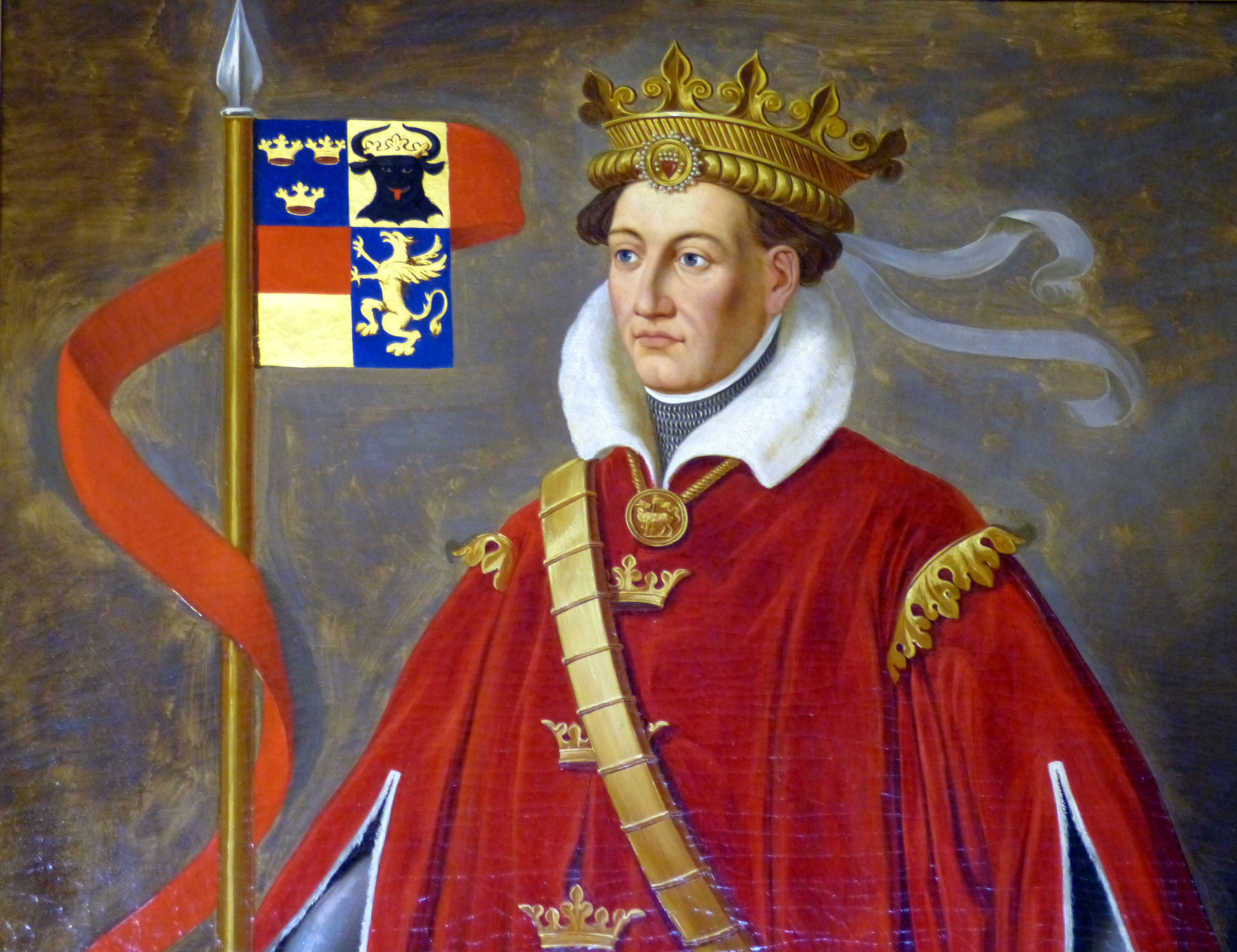
Король Альбрехт III

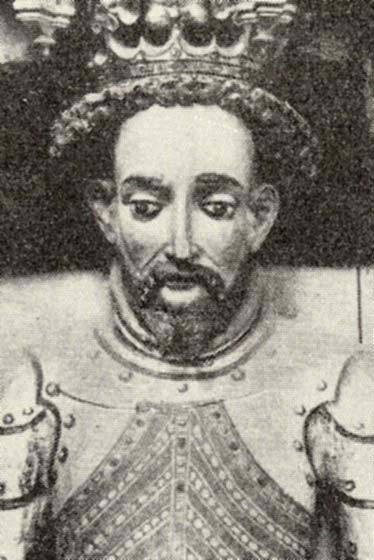
Альбрехт Мекленбурзький, поховальна скульптура

Альбрехт III Мекленбурзький (1338 — 1412) — король Швеції в 1363—1389, герцог Мекленбург і граф Шверін у 1384—1412. Походив з династії Ніклотів.

## Життєпис

### Король Швеції
Альбрехт був сином Альбрехта II, герцога Мекленбурзького, та Ефімії Фолькунг. Його матір була сестрою Магнуса IV, короля Швеції. До того ж Альбрехт також був родичем шведської династії Сверкерів й був одним із можливих спадкоємців корони Швеції.
У 1363 йому випав шанс стати шведським королем, коли почалося повстання у Швеції. Король Магнус Еріксон зміг придушити це повстання, очільник якого Бу Юхансон Гріп втік до Мекленбурга. Тут він підмовив Альбрехта почати боротьбу за шведський трон. Йому на допомогу прийшли володарі невеличких північнонімецьких графств.
Зі значними силами Альбрехт Мекленбурзький вдерся до Швеції й досить швидко захопив міста Стокгольм та Кальмар завдяки підтримці місцевого німецького населення.
4 лютого 1363 біля священного Каміння Мора Альбрехт коронувався. 18 лютого 1364 року у Кафедральному соборі міста Уппсалаархієпископ Уппсальський Петрус Торкільссон провів офіційну церемонію коронацію нового короля.
У 1365 сили Альбрехта здолали військову потугу Магнуса IV при Єнчепінзі. Самого Магнуса запроторили до в'язниці. В цьому ж році на боці Магнуса IV виступила Данія й вдерлася до Швеції. Водночас вибухнуло повстання проти короля Альбрехта. Знать та шляхта були не задоволені його кадровою політикою — призначенням на провідні посади німців.
Скориставшись цими обставини до країни вдерся Гокон Магнусон, король Норвегії й син Мангуса IV. На перших кроках король Гокон мав значний успіх і у 1371 взяв в облогу Стокгольм, в якому перебував Альбрехт Мекленбурзький. Останній мав піти на поступки — було розширені права шведської шляхти, а король Магнус звільнений і відпущений до Норвегії, Гокону Магнусону було передано західні провінції Швеції. Після смерті у 1380 році Гокона Магнусона нечебто загроза з цього боку для короля Альбрехта зникла.
Проте своїми діями Альбрехт Мекленбурзький налаштував проти себе більшість аристократичних та заможних шведських родин. У березні 1388 року в замку Далаборг відбулися збори, які визнали королеву Норвегії та Данії Маргариту правителькою Швеції. З цього розпочалася нова війна з Альбрехтом. 24 лютого 1389 року у битві при Осле Маргарита Данська здобула вирішальну перемогу над військовими силами короля Альбрехта, який потрапив у полон. Він зміг здобути волю лише у 1395 році, пообіцявши сплатити викуп у 60 тисяч марок (протягом 3-х років) та зректися корони Швеції. Поручителем дотримання угоди виступила Ганза. До того ж Альбрехт Мекленбурзький залишив у заклад місто Стокгольм. Але він не виконав положення щодо сплати викупу, й Ганза вимушена була повернути Швеції Стокгольм.

### Герцог Мекленбурга
Ще у 1384 році після смерті свого брата Генріха Альбрехт став герцогом Мекленбурзьким. Завдяки шлюбу в цьому ж році приєднав до своїх володінь графство Шверін. З цього моменту місто Шверін стало столицею герцогства Мекленбург-Шверін.
З цього моменту Альбрехт займався справами свого герцогства, не полишаючи намір повернути собі шведську корону. Незабаром після переїзду до Мекленбурга союзник Альбрехта Тевтонський орден захопив острів Готланд. Швеції його вдалося повернути тільки у 1408 році, коли острів викупив Ерік Померанський.
Помер Альбрехт Мекленбурзький 1 квітня 1412 року, його поховано у монастирі Доберан (Мекленбург).

## Родина
1. Дружина — Ріхардіс (1347—1377), донька Отто, графа Шверіна
Діти:
- Ерік (д/н-1397)
- Катерина (д/н-1400), дружина Яна Люксембурга, маркграфа Моравії, герцога Герліца.

2. Дружина — Агнес Брауншвейг-Люнебург
Діти:
- Альбрехт (д/н-1423)